# 高登島
高登島（こうとうとう）は馬祖島に属する島の一つ。中華民国の行政区分では福建省連江県に属している。北竿郷の中で北竿島に次いで大きい。馬祖列島の中で最も中国大陸に近い島であり、民間人は長い間上陸不可であった。

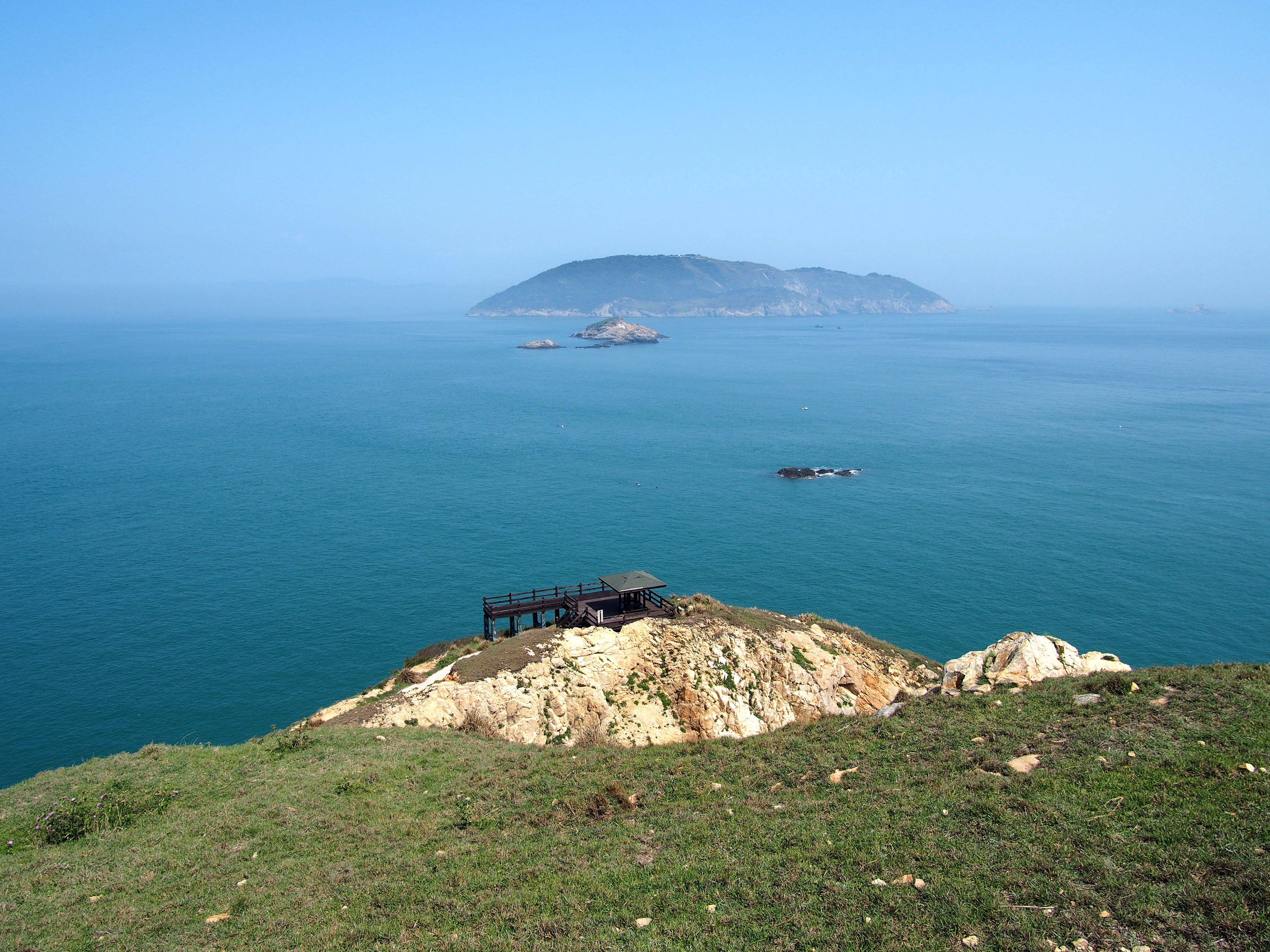
高登島